# Малта на Летњим олимпијским играма 2008.
Малта на Олимпијским играма  учествује четрнаести пут. Први наступ Малте био је на Олимпијским играма 1928 у Амстердаму.
Малта ја на Олимпијским играма у Пекингу 2008. учествовала са 6 такмичара (3 жене и 3 мушкарца) у 4 индивидуална спорта. 
Заставу Малте на свечаном отварању Олимпијских игара 2008. носио је џудискиња Marcon Bezzina.
Екипа Малте није освојила ниједну медаљу.

## Учесници по спортовима
| Спорт           | Мушкарци | Жене | Укупно |
| --------------- | -------- | ---- | ------ |
| Атлетика        | 1        | 1    | 2      |
| Пливање         | 1        | 1    | 2      |
| Стрељаштво      | 1        | 0    | 1      |
| #Преусмери Џудо | 0        | 1    | 1      |
| Укупно (4)      | 3        | 3    | 6      |

## Резултати по спортовима

### Атлетика
Мушкарци
| Атлетичар       | Дисциплина | Лични рекорд | Квалификације | Квалификације | Четвртфинале     | Четвртфинале     | Полуфинале       | Полуфинале       | Финале           | Финале     | Детаљи |
| Атлетичар       | Дисциплина | Лични рекорд | Рез.          | Плас.         | Рез.             | Плас.            | Рез.             | Плас.            | Рез.             | Плас.      | Детаљи |
| --------------- | ---------- | ------------ | ------------- | ------------- | ---------------- | ---------------- | ---------------- | ---------------- | ---------------- | ---------- | ------ |
| Николај Портели | 200 метара | 22,11        | 22,31         | 8. у гр. 4    | Није се пласирао | Није се пласирао | Није се пласирао | Није се пласирао | Није се пласирао | 60/61 (65) |        |

Жене
| Атлетичарка     | Дисциплина | Лични рекорд | Квалификације | Квалификације | Четвртфинале      | Четвртфинале      | Полуфинале        | Полуфинале        | Финале            | Финале | Детаљи |
| Атлетичарка     | Дисциплина | Лични рекорд | Рез.          | Плас.         | Рез.              | Плас.             | Рез.              | Плас.             | Рез.              | Плас.  | Детаљи |
| --------------- | ---------- | ------------ | ------------- | ------------- | ----------------- | ----------------- | ----------------- | ----------------- | ----------------- | ------ | ------ |
| Charlene Attard | 100 метара | 11,93        | 12,20         | 6. у гр 10    | Није се пласирала | Није се пласирала | Није се пласирала | Није се пласирала | Није се пласирала | 57 /85 |        |

### Пливање
Мушкарци
| Пливач       | Дисциплина   | Квалификације | Квалификације | Полуфинале       | Полуфинале       | Финале           | Финале     | Детаљи |
| Пливач       | Дисциплина   | Рез.          | Плас.         | Рез.             | Плас.            | Рез.             | Плас.      | Детаљи |
| ------------ | ------------ | ------------- | ------------- | ---------------- | ---------------- | ---------------- | ---------- | ------ |
| Рајан Гарбин | 100 м делфин | 53,70         | 6. у гр 4     | Није се пласирао | Није се пласирао | Није се пласирао | 48/65 (66) |        |

Жене
| Пливач           | Дисциплина     | Квалификације | Квалификације | Полуфинале        | Полуфинале        | Финале            | Финале      | Детаљи |
| Пливач           | Дисциплина     | Рез.          | Плас.         | Рез.              | Плас.             | Рез.              | Плас.       | Детаљи |
| ---------------- | -------------- | ------------- | ------------- | ----------------- | ----------------- | ----------------- | ----------- | ------ |
| Madeleine Scerri | 100 м слободно | 27,22         | 4. у гр. 5    | Није се пласирала | Није се пласирала | Није се пласирала | 45 /48 (48) |        |

### Стрељаштво
Мушкарци
| Стрелац         | Дисциплина | Квалификације  | Квалификације | Финале           | Финале      | Детаљи |
| Стрелац         | Дисциплина | Резултат       | Пласман       | Резултат         | Пласман     | Детаљи |
| --------------- | ---------- | -------------- | ------------- | ---------------- | ----------- | ------ |
| Вилијам Четкути | Дупли трап | 136 (47+45+44) | 8.            | Није се пласирао | 8 / 23 (24) |        |

## Џудо
Жене
| Џудисткиња     | Дис.    | Коло 32                       | Коло 16            | Четвртфин.         | Полуфин.           | Репасаж 1          | Репасаж 2          | Меч за бронзу      | Финале             | Финале            |
| Џудисткиња     | Дис.    | Противник Резултат            | Противник Резултат | Противник Резултат | Противник Резултат | Противник Резултат | Противник Резултат | Противник Резултат | Противник Резултат | Плас.             |
| -------------- | ------- | ----------------------------- | ------------------ | ------------------ | ------------------ | ------------------ | ------------------ | ------------------ | ------------------ | ----------------- |
| Marcon Bezzina | − 63 кг | Saidi · Алжир · Пор 0000–0200 | Није се пласирала  | Није се пласирала  | Није се пласирала  | Није се пласирала  | Није се пласирала  | Није се пласирала  | Није се пласирала  | Није се пласирала |